# Helgi Gunnlaugsson
Helgi Gunnlaugsson (* 18. August 1957) ist ein isländischer Soziologe, der als Professor an der Háskóli Íslands forscht und lehrt. Einer seiner Schwerpunkte ist die Kriminalsoziologie.
Alle akademischen Abschlüsse Helgi Gunnlaugssons erfolgten im Fach Soziologie: Bachelor-Examen 1982 an der Háskóli Íslands, Master-Examen 1985 an der University of Missouri-Columbia, wo er 1992 zum Ph.D. promoviert wurde. Bereits ab 1987 war er als Teilzeit-Dozent an der Háskóli Íslands tätig und zu anderen Teilen bis 1996 als Gymnasiallehrer für Soziologie am Menntaskólinn í Reykjavík. 1990 erwarb er an der isländischen Universität das Teacher Certificate. Von 1990 bis 1995 war er Assistant Professor und von 1995 bis 2001 Associate Professor. Seit 2001 ist er dort Full Professor.
Im Winter 2001 war er Gastdozent für Kriminologie an der Universität Kopenhagen und im Herbst 2015 und 2016 Gastdozent für Kriminologie an der Universität von Grönland in Nuuk.

## Schriften (Auswahl)
- Afbrot og íslenskt samfélag. Háskólaútgáfan, Reykjavík 2018, ISBN 978-9935-23178-9.
- Mit Thoroddur Bjarnason: Íslensk félagsfræði. Landnám alþjóðlegrar fræðigreinar. Háskólaútgáfan, Reykjavík 2004, ISBN 9979-54-587-9.
- Afbrot og Íslendingar. Greinasafn í afbrotafræði. Háskólaútgáfan, Reykjavík 2000, ISBN 9979-54-408-2.
- Mit John F. Galliher: Wayward Icelanders. Punishment, boundary maintenance, and the creation of crime. University of Wisconsin Press, Madison 2000, ISBN 0-299-16530-2.